# Rhynchosia malacophylla
Rhynchosia malacophylla là một loài thực vật có hoa trong họ Đậu. Loài này được (Spreng.) Bojer miêu tả khoa học đầu tiên.